# Lycia alpina
Lycia alpina är en fjärilsart som beskrevs av Johann Heinrich Sulzer 1776. Lycia alpina ingår i släktet Lycia och familjen mätare, Geometridae. Två underarter finns listade i Catalogue of Life, Lycia alpina alpina Sulzer, 1776 och Lycia alpina carniolica Harrison, 1912.

## Bildgalleri

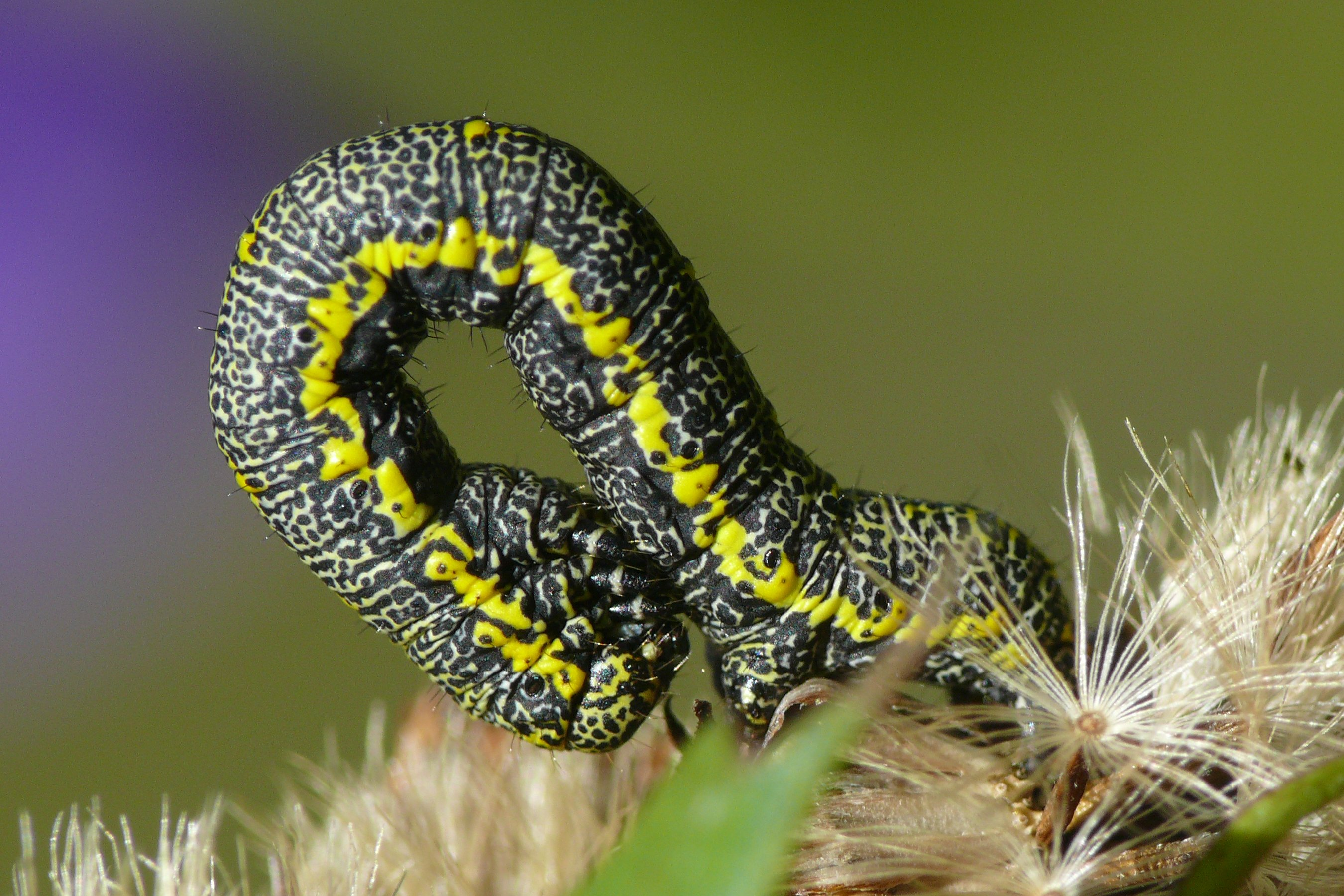
Fjärilens larv
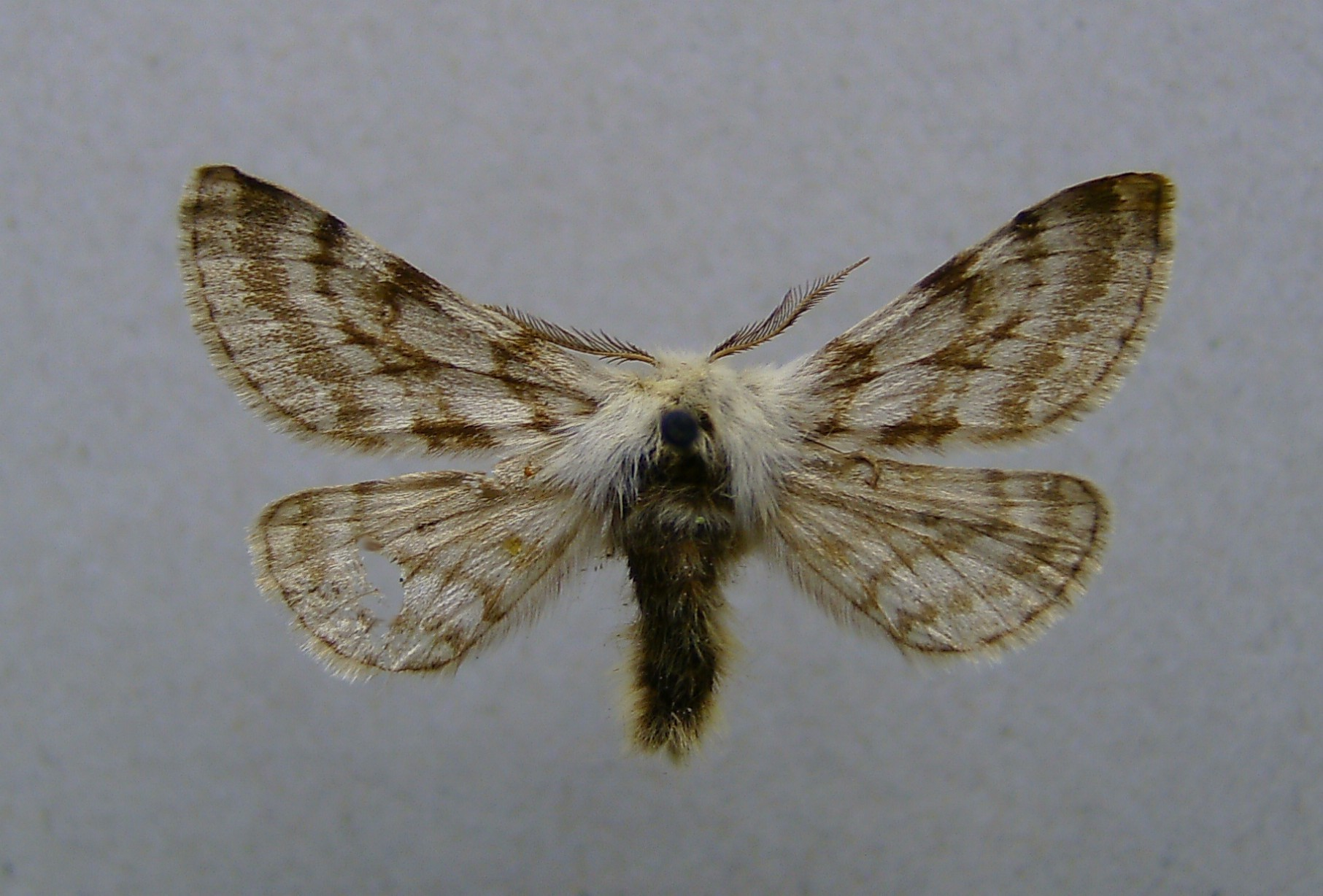
Preparerad (uppnålad) imago fjäril